# Limonia atroaurata
Limonia atroaurata är en tvåvingeart som beskrevs av Alexander 1931. Limonia atroaurata ingår i släktet Limonia och familjen småharkrankar. Inga underarter finns listade i Catalogue of Life.